# Emperador (xífid)
L'emperador, peix espasa o peix d'espasa) (Xiphias gladius) i esparró (rossellonès) és un peix teleosti de l'ordre dels perciformes i de la família dels xífids, amb el maxil·lar prolongat en forma d'espasa, fort i ràpid i de costums pelàgics.

## Morfologia

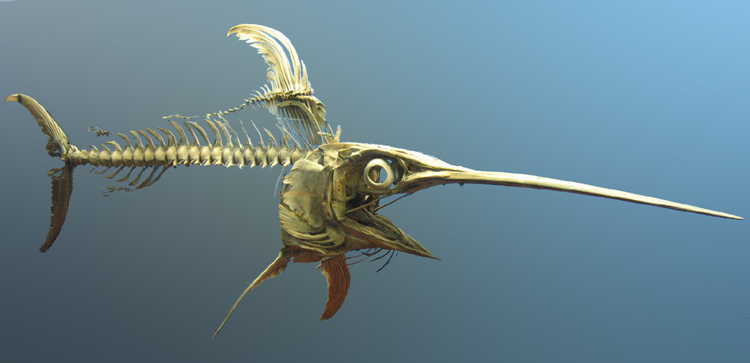
Esquelet d'emperador.

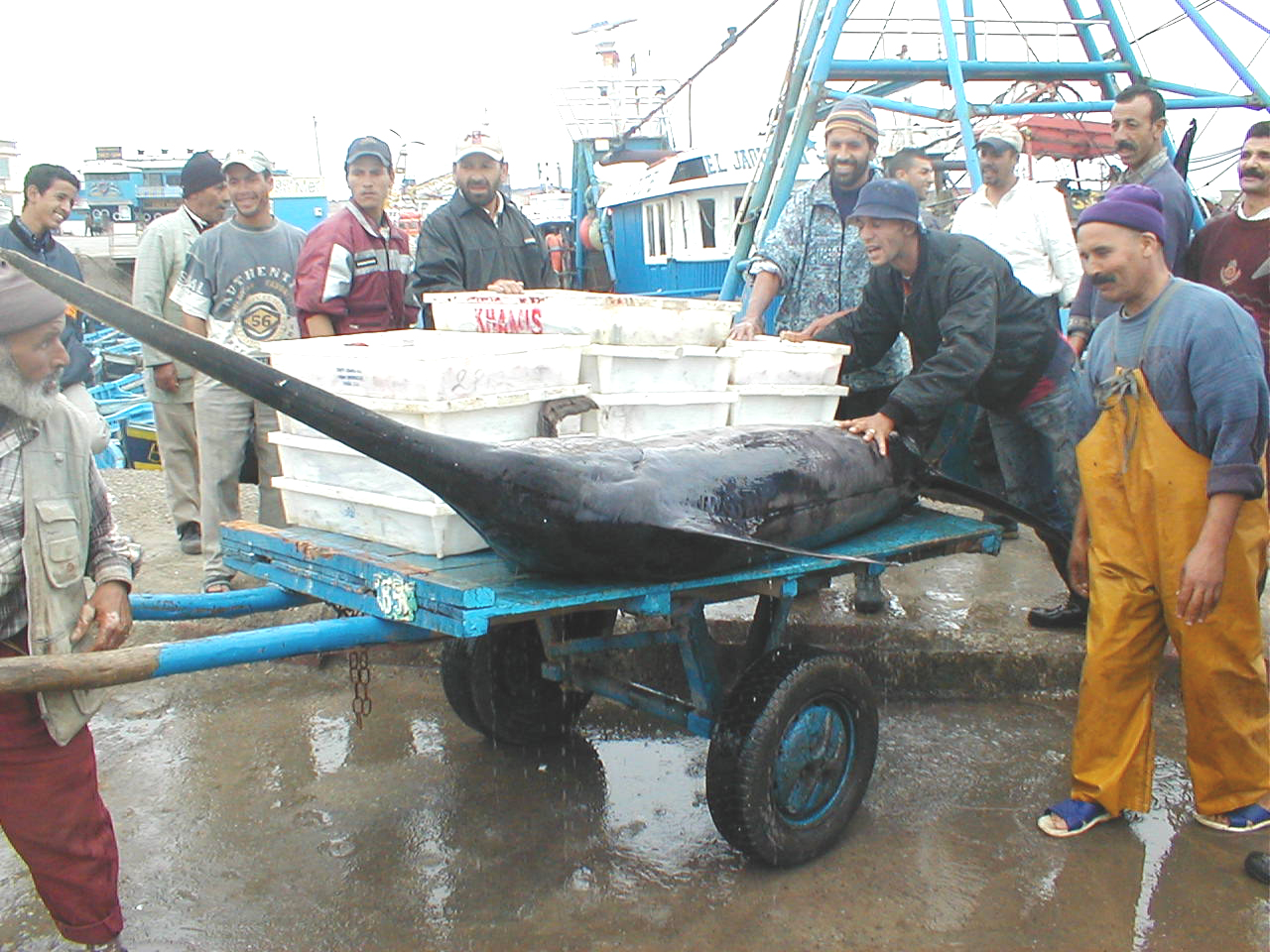
Emperador pescat a Essaouira (Marroc).

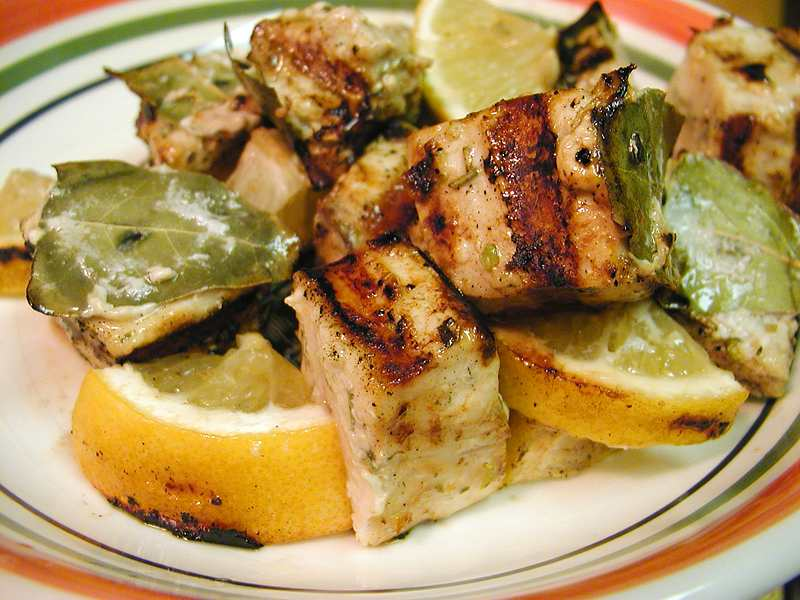
Emperador a la brasa adobat amb llimona i llorer.

- Talla: màxima de 6 m, comuna entre 80 i 220 cm.[cal citació]

- Cos allargat i subcilíndric, molt robust.
- Musell acabat en un rostre amb espasa, llarga i aplanada.
- Petites dents als joves, que desapareixen en els adults.
- Membranes branquiòstegues unides per la base i separades de l'istmus.
- Sense branquispines.
- Dues aletes dorsals i anals separades als adults, però no en els joves.
- Aletes pelvianes absents.
- Caudal en forma de mitja lluna en els adults, escotada als joves.
- Peduncle caudal amb una forta carena lateral a cada costat i un solc profund a les cares dorsal i ventral.
- Línia lateral absent en els adults.
- Escates absents en els adults.
- Color negre marronós al dors i costats, aclarint-se progressivament fins al ventre.

## Ecologia
Espècie oceànica i pelàgica de 0 a 800 m de fondària. Es troba a tot el planeta en aigües tropicals i temperades.
Generalment solitari, de vegades en petits grups. Efectua migracions entre aigües temperades, on s'alimenta, i aigües fredes, on es reprodueix.
Té un comportament bastant agressiu, i s'alimenta principalment d'una gran varietat de peixos pelàgics que formen moles, i també d'espècies demersals, així com de crustacis i calamars.

## Pesca
De carn molt apreciada, magra, tendra i delicada.
Pesca semiindustrial, artesanal i esportiva, amb palangres de superfície, soltes, curricà, arts d'arrossegament, encerclament, arts de platja, tremalls, línies de mà, canya i arpons.
La seva pesca és molt característica, des de l'antiguitat, en els mars entre Sicília i Calàbria, i particularment a la costa tirrena de la província de Reggio; també és un plat típic de la cuina d'aquesta regió.
Es troba regularment als mercats, i es comercialitza fresc, refrigerat, congelat, fumat i en conserva.
Els grans acumulacions de mercuri als individus grans són una limitació al consum.
També s'empra l'oli del seu fetge.
Talla mínima legal de captura: 120 cm des de la punta del maxil·lar inferior a l'extrem posterior del radi més petit de l'aleta caudal.